# Skive Gymnastikforening
Skive Gymnastikforening blev grundlagt i 1952, men allerede før den tid havde gymnastikken været på programmet i Skive. Foreningen har ca. 500 aktive medlemmer, der dyrker alle former for gymnastik på motionsplan. Derudover har foreningen en afdeling med kvindelig idrætsgymnastik (redskabsgymnastik), der deltager i konkurrencer både i danmark og i udlandet. afdelingen har flere danmarksmestre. Foreningen er medlem af Danmarks Gymnastik Forbund, Danske Gymnastik- & Idrætsforeninger samt Skive Idrætssamvirke.